# Skuteč

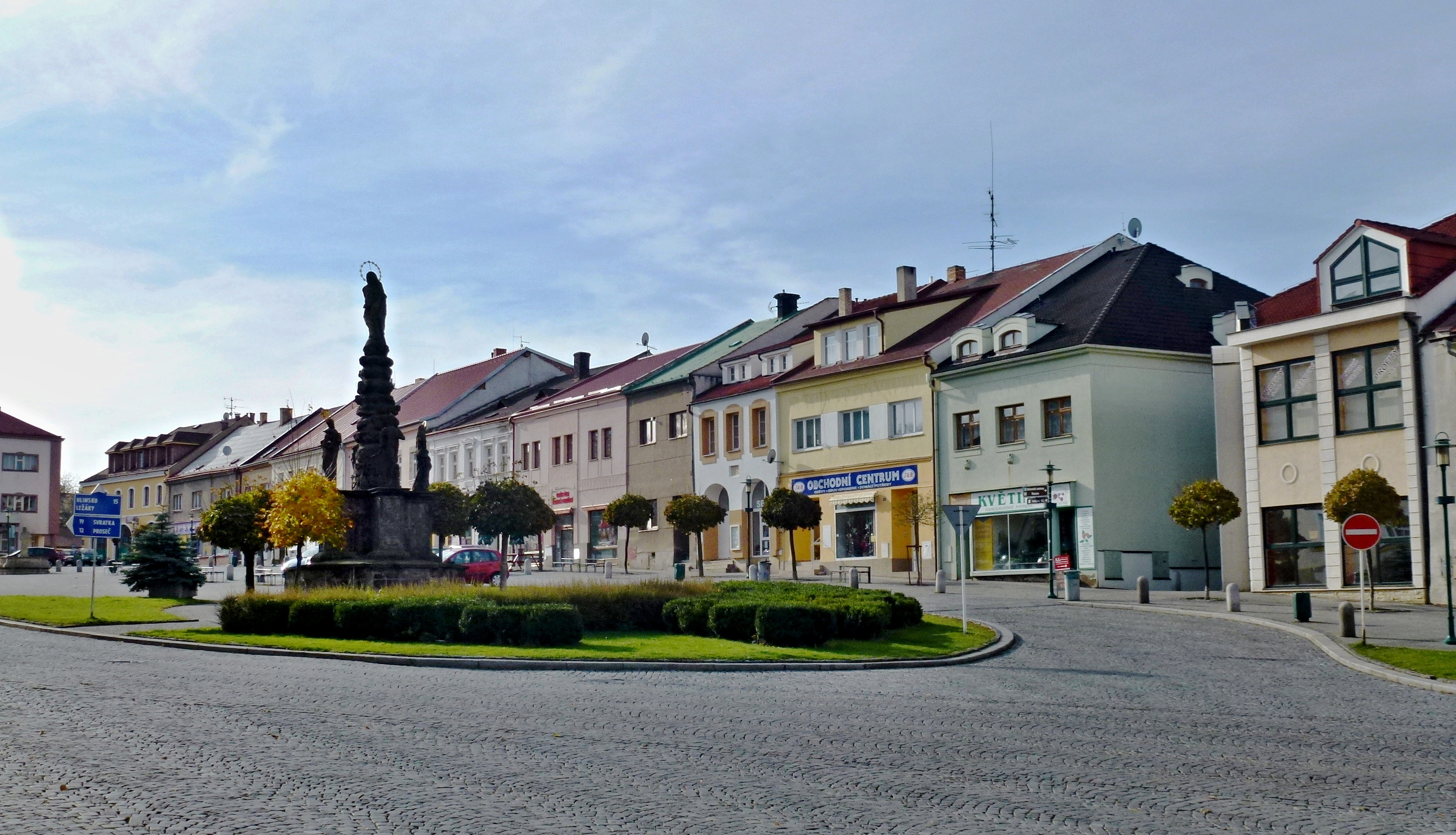
Der zentrale Palacký-Platz in Skuteč

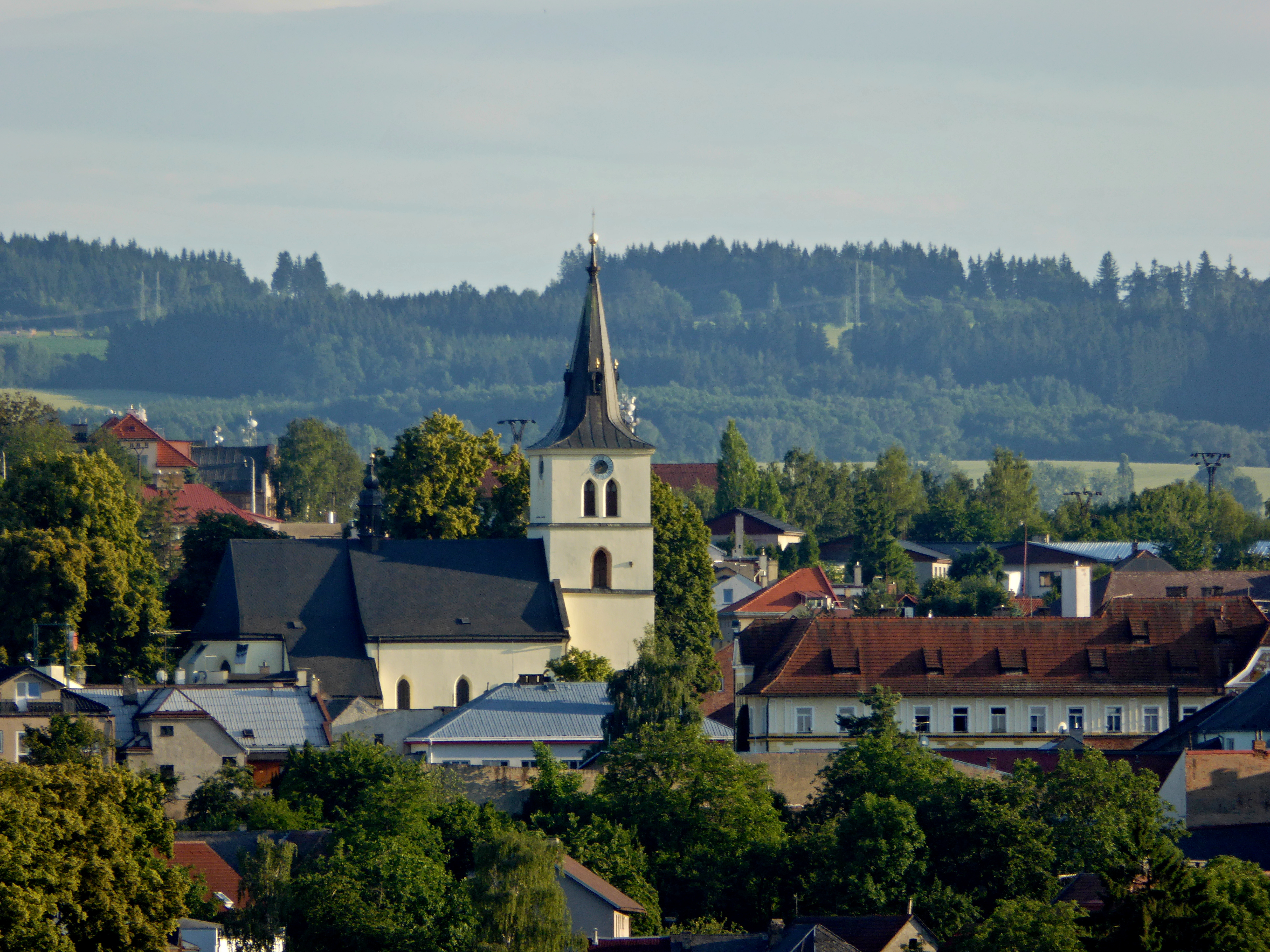
Kirche Mariä Himmelfahrt

Skuteč (deutsch Skutsch) ist eine Kleinstadt im ostböhmischen Okres Chrudim, sie liegt nordöstlich der Stadt Hlinsko.

## Geschichte
Skuteč wurde erstmals 1289 urkundlich erwähnt und gehörte damals zum Besitz der königlichen Kammer. Ab Anfang des 14. Jahrhunderts besaß es den Status einer Untertanenstadt und gehörte zur Herrschaft Rychmburk. Nach 1538 wird es als Städtchen bezeichnet.
Seit dem 19. Jahrhundert entwickelte sich Skuteč zu einem Zentrum der Schuh- und Textilindustrie. In der Nähe der Stadt befinden sich Steinbrüche, in denen hochwertiger Granit abgebaut wird.

## Ortsgliederung
Zur Stadt Skuteč gehören die Ortsteile:
- Borek,
- Hněvětice (Hniewietitz)
- Lažany  (Laschan)
- Lešany (Leschan)
- Lhota u Skutče (Lhota bei Skutsch)
- Nová Ves (Neudorf)
- Radčice (Ratschitz)
- Skuteč (Skutsch)
- Skutíčko (Skutitschko)
- Štěpánov (Stiepanow)
- Zbožnov (Zboschno)
- Žďárec u Skutče (Zdaretz)
- Zhoř (Shorsch).

## Sehenswürdigkeiten
- Zvěřina-Haus (Zvěřinův dům) mit Gewölben aus dem 16. Jahrhundert.
- Die gotische Dekanatskirche Mariä Himmelfahrt aus der 2. Hälfte des 14. Jahrhunderts wurde 1550 im Stil der Renaissance umgebaut.
- Die Stadtkirche Corpus Christi wurde 1385–1391 nach Plänen des Prager Baumeisters Peter Loutka im Auftrag des Smil Flaška von Pardubitz errichtet.

## Söhne und Töchter der Stadt
- Václav Jan Křtitel Tomášek (1774–1850), tschechischer Komponist
- Jan Dobruský (1853–1907), tschechischer Schachkomponist
- Johannes Nowotny (1815–1873), Doktor der Theologie und Hofpriester in Wien (1842–1845)
- František Krupka (1889–1963), Architekt
- Jaromír Funke (1896–1945), Fotograf